# Ernst Schreder
Ernst Schreder (1892-1941) est un général allemand de la Seconde Guerre mondiale. Il fut notamment commandant des 405e et 254e régiments d'infanterie en 1940 et 1941.

## Biographie
Fils d'un pharmacien, Ernst Schreder naît le 21 juin 1892, à Metz, une ville de garnison animée d'Alsace-Lorraine. Avec sa ceinture fortifiée, Metz est alors la première place forte du Reich allemand, constituant une véritable pépinière d'officiers supérieurs et généraux. Comme son compatriote Ludwig Bieringer, le jeune Ernst se tourne naturellement vers une carrière militaire. Il s'engage donc le 24 octobre 1910, comme Fahnenjunker, dans l'Armée prussienne Ernst Schreder est affecté d'abord au 132e régiment d'infanterie (de), où il est promu Leutnant, sous-lieutenant, faisant fonction d'officier de compagnie. 

### Première Guerre mondiale
Lorsque la Première Guerre mondiale éclate, le sous-lieutenant Schreder est affecté dans la 61e Infanterie-Brigade. Fin 1914, il est nommé responsable d'une section de mitrailleurs, qui sera rattachée en 1915 au 2e Schneeschuh-Bataillon de l'Alpenkorps, l'une des meilleures unités de l'armée allemande. En juin 1915, Schreder est affecté dans le 3e Jägerregiment. Promu Oberleutnant, lieutenant, en décembre 1915, Schreder prend le commandement d'un bataillon de ce régiment en juin 1916. En février 1918, il est affecté au 376e Infanterie-Regiment, comme Regimentsadjutant, puis au 43e régiment d'infanterie (de), comme Maschinengewehr-Offizier. Durant cette guerre, Ernst Schreder a reçu les Croix de fer 1re et 2e classes.

### Entre-deux-guerres
En décembre 1919, Ernst Schreder se reconvertit dans la police, avec le grade d'Hauptmann, capitaine. Affecté à Berlin, le capitaine Schreder suit les cours de l'académie de police de 1932 à 1934, après quoi il est promu Major, commandant de police. En septembre 1935, Schreder est promu Oberstleutnant, lieutenant-colonel, dans la police, avant de réintégrer l'armée au printemps 1936, avec le même grade. En octobre 1936, il est nommé commandant du 2e bataillon du 60e Infanterie-Regiment à Iserlohn en Rhénanie-du-Nord-Westphalie. Promu Oberst, colonel, en 1938, Schreder prend le commandement du 22e Infanterie-Regiment stationné à Gumbinnen en province de Prusse-Orientale. 

### Seconde Guerre mondiale
Lorsque la Seconde Guerre mondiale éclate, son régiment intégré à la 1re Infanterie-Division participe à la campagne de Pologne. Fin 1939, son régiment est envoyé sur le front occidental, où il participe à la Bataille de France. Le 5 octobre 1940, le colonel Schreder est nommé commandant du 405e Infanterie-Regiment intégré à la 121e Infanterie-Division. Placé fin 1940 dans la Führerreserve, le colonel Schreder est rappelé le 17 janvier 1941. Commandant le 254e Infanterie-Regiment, Schreder est envoyé avec la 110e  Infanterie-Division sur le front russe. Le 3 octobre 1941, le colonel Schreder est grièvement blessé. Transporté à l'hôpital militaire de Königsberg, Ernst Schreder décède de ses blessures le 6 décembre 1941. Le 19 décembre 1941, il reçoit à titre posthume la Deutsches Kreuz, avant d'être promu Generalmajor le 20 avril 1943, avec effet rétroactif au 1er décembre 1941.

## Grades
- Général de brigade (Generalmajor), le 1er décembre 1941.

## Distinctions

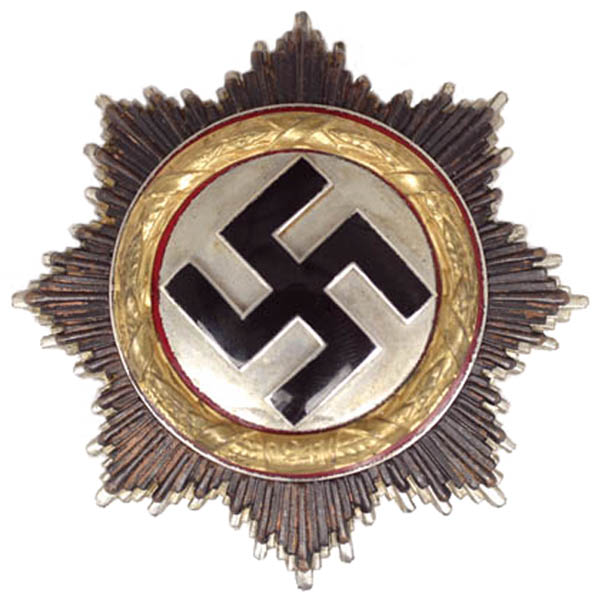
Deutsches Kreuz en or

- Deutsches Kreuz en or, le 19 décembre 1941 (à titre posthume)

## Sources
- (de) Die Generale des Heeres 1921-1945.